# Teppo
Teppo är en ö i Finland. Den ligger i Bottenviken och i kommunen Karleby i den ekonomiska regionen  Karleby i landskapet Mellersta Österbotten, i den nordvästra delen av landet. Ön ligger omkring 14 kilometer nordöst om Karleby och omkring 430 kilometer norr om Helsingfors. Öns area är 1 hektar och dess största längd är 170 meter i nord-sydlig riktning. I omgivningarna runt Teppo växer i huvudsak blandskog.